# Circuit Franco-Belge

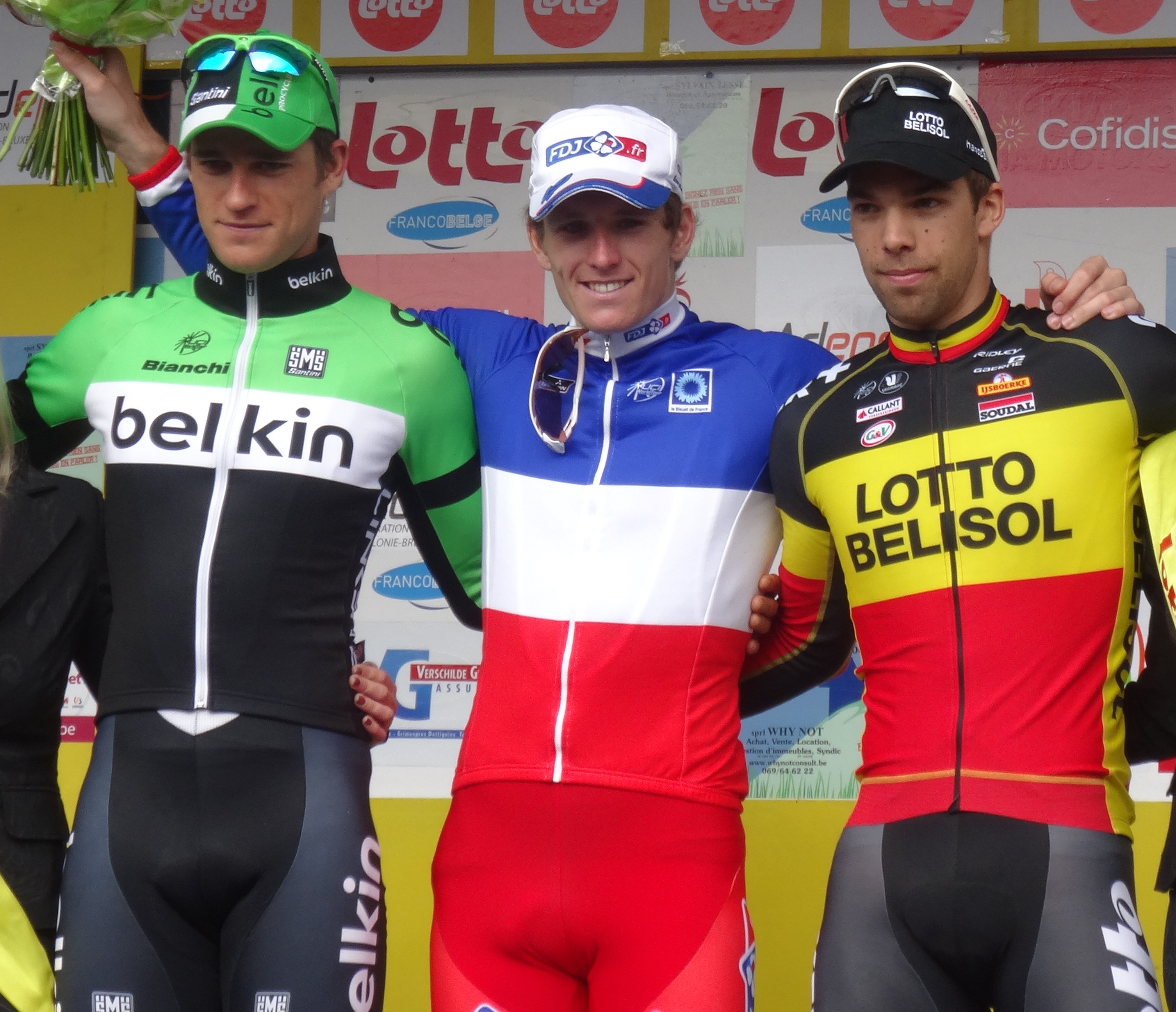
2014: Theo Bos (3), Arnaud Démare (1) & Jens Debusschere (2).

Der Circuit Franco-Belge  (von 2012 bis 2021 Tour de l’Eurométropole) ist ein Straßenradrennen.
Das Rennen wurde von 1980 bis 2015 jährlich als Etappenrennen durch Belgien und Frankreich ausgetragen. Seit 2016 wird das Rennen als Eintagesrennen in Belgien veranstaltet. Im Jahr 2017 fand am Vortag des Rennens der Omloop Eurometropool statt.

## Palmarès
| Jahr                                            | Sieger                            | Zweiter               | Dritter                        |          |
| ----------------------------------------------- | --------------------------------- | --------------------- | ------------------------------ | -------- |
| Circuit Franco-Belge                            |                                   |                       |                                |          |
| 1924                                            | Julien Perrain                    | G. D'Haene            | Camille Van De Casteele        |          |
| 1925                                            | Julien Vervaecke                  | Gaston Rebry          | Aubert Winsingues              |          |
| 1926                                            | Julien Vervaecke                  | Maurice Declerck      | Louis Vanderaspialles          |          |
| 1927                                            | Maurice Denamur                   | Valentin Tondeur      | Henri Caron                    |          |
| 1928                                            | Alfons Ghesquière                 | Rémi Decroix          | Aubert Winsingues              |          |
| 1929                                            | Alfons Ghesquière                 | Félicien Vervaecke    | Jules Pyncket                  |          |
| 1930                                            | Henri Deudon                      | Jean Dhondt           | Jules Pyncket                  |          |
| 1931                                            | Maurice Van Hee                   | André Vanderdonckt    | Leon Delobelle                 |          |
| 1932                                            | Gustave Beckaert                  | Georges Waelkens      | Albert Beckaert                |          |
| 1933                                            | Raymond Debruyckere               | Albert Vandaele       | Gérard Desmet                  |          |
| 1934                                            | Cyriel Van Overberghe             | J. Descamps           | Julien Heernaert               |          |
| 1935                                            | Cyriel Van Overberghe             | Marcel Kint           | Robert Van Eenaeme             |          |
| 1936                                            | Maurice Deschamps                 | A. De Keukelaere      | Robert Van Eenaeme             |          |
| 1937                                            | Louis Van Daele                   | Roger Vandendriessche | De Maerck                      |          |
| 1938                                            | Hector Lanssens                   | Victor Codron         | Roger Lanssens                 |          |
| 1939                                            | Michel Hermie                     | Julien Stadsbaeder    | Bielewets                      |          |
| in den Jahren 1940 bis 1954 gab es keine Rennen |                                   |                       |                                |          |
| 1955                                            | Herman Decan                      | F. Castelyn           | Roger Soenens                  |          |
| 1956                                            | Georges Dequesne                  | Yves Delplanque       | Raymond Denutte                |          |
| 1957                                            | Edward Klabiński                  | Albert Pinoy          | Louis Bodart                   |          |
| 1958                                            | François De Waegheneire           | Daniel Andries        | Horst Tüller                   |          |
| 1959                                            | Georges Dequesne                  | Jean-Marie Poppe      |                                |          |
| 1960                                            | Willy Bocklant                    | André Durnez          | Antoon Diependaele             |          |
| 1961                                            | Laurent Christiaens               | Jean-Marie Poppe      | Willy Raes                     |          |
| 1962                                            | Roland Aper                       | Georges Dequesne      | René Couchez                   |          |
| 1963                                            | Jan Nolmans                       | Raymond Reaux         | Jan Boonen                     |          |
| 1964                                            | Robert Duponchel                  | Jan Nolmans           | Herman Van Loo                 |          |
| 1965                                            | Daniel Deprez                     | Robert Maytas         | Pierre Verberckmoes            |          |
| 1966                                            | Roman Chtiej                      | Yves Lepachelet       | Michel Prissette               |          |
| 1967                                            | Bernard Delaurier                 | Michel Quinchon       | Claude Neuts                   |          |
| 1968                                            | André Dierickx                    | Englebert Opdebeeck   | Eddy Cael                      |          |
| 1969                                            | Willy Van Mechelen                |                       |                                |          |
| 1970                                            | Ronny Vanmarcke Ronny De Bisschop |                       |                                |          |
| 1971                                            | Louis Dierckx                     | José Vanackere        | Theo Heremans Julien Knockaert |          |
| 1972                                            | Willy Govaerts                    | Roger De Beukelaer    | Johannes Hendrickx             |          |
| 1973                                            | Theo Dockx                        | Lieven Malfait        | Roger De Beukelaer             |          |
| 1974                                            | Serge Vandaele                    | Marc Steels           | Karel Sels                     |          |
| 1975                                            | David Wells                       | Étienne De Beule      | Pol Verschuere                 |          |
| 1976                                            | Gery Verlinden                    | Jimmy Kruunenberg     | Luc Capelle                    |          |
| 1977                                            | Johan Huyghe                      | Ronan Onghena         | Bernard Depuydt                |          |
| 1978                                            | Jean-Pierre Vrancken              | Dirk Vermeersch       | Michel Demeyre                 |          |
| 1979                                            | Jan Bogaert                       | Jan Wijnants          | Michel Demeyre                 |          |
| 1980                                            | Rudy Delehouzée                   | Ronald Van Avermaet   | Ivan Verhaegen                 |          |
| 1981                                            | Jozef Lieckens                    | Eric Staes            | René De Brucker                |          |
| 1982                                            | Rudy Dhaenens                     | Jos Haex              | Allan Peiper                   |          |
| 1983                                            | Benno Wiss                        | Daniel Heggli         | Martin Durant                  |          |
| 1984                                            | Benno Wiss                        | Jörg Müller           | Eddy Haelemeersch              |          |
| 1985                                            | Guido Winterberg                  | Søren Lilholt         | Detlef Macha                   |          |
| 1986                                            | Othmar Häfliger                   | Dan Radtke            | Jens Heppner                   |          |
| 1987                                            | Luc Govaerts                      | Huub de Vries         | Rudy De Vijlder                |          |
| 1988                                            | Nico Roose                        | Ronny Thomas          | Yves Cossemijns                |          |
| 1989                                            | Wjatscheslaw Jekimow              | Dmitri Schdanow       | Daniël Van Steenbergen         |          |
| 1990                                            | Uwe Preißler                      | Stephen McGlede       | Johan Van Den Dries            |          |
| 1991                                            | John Hughes                       | Laurent Desbiens      | David Spears                   |          |
| 1992                                            | Erwin Thijs                       | Vladimir Muravskis    | Leif Tore Eriksen              |          |
| 1993                                            | Sven Teutenberg                   | Dainis Ozols          | Miika Hietanen                 |          |
| 1994                                            | Dainis Ozols                      | Arvis Piziks          | Steve Rover                    |          |
| 1995                                            | Romāns Vainšteins                 | Tadeusz Rizi          | Mychajlo Chalilow              |          |
| 1996                                            | Koos Moerenhout                   | Marc Streel           | Frank Høj                      |          |
| 1997                                            | Mario Aerts                       | Hans De Clercq        | Geert Van Bondt                |          |
| 1998                                            | Frank Høj                         | Koen Beeckman         | Grzegorz Gwiazdowski           |          |
| 1999                                            | Tayeb Braikia                     | Bert Roesems          | Andreas Klier                  |          |
| 2000                                            | Daniele Nardello                  | Thierry Marichal      | Sylvain Chavanel               |          |
| 2001                                            | Chris Peers                       | Jacky Durand          | Remco van der Ven              |          |
| 2002                                            | Robbie McEwen                     | Tom Boonen            | Christoph von Kleinsorgen      |          |
| 2003                                            | Gerben Löwik                      | Nico Mattan           | Dave Bruylandts                |          |
| 2004                                            | Jimmy Casper                      | Steven de Jongh       | Nico Mattan                    |          |
| 2005                                            | Marco Zanotti                     | Jimmy Casper          | Sébastien Hinault              |          |
| 2006                                            | Gert Steegmans                    | Danilo Hondo          | Olivier Kaisen                 |          |
| 2007                                            | Kevin Van Impe                    | Mark Cavendish        | Philippe Gilbert               |          |
| 2008                                            | Juan Antonio Flecha               | Sébastien Rosseler    | Jürgen Roelandts               |          |
| 2009                                            | Tyler Farrar                      | Tom Boonen            | Roger Hammond                  |          |
| 2010                                            | Adam Blythe                       | Sep Vanmarcke         | Jakob Fuglsang                 |          |
| Tour de Wallonie Picarde                        |                                   |                       |                                |          |
| 2011                                            | Robbie McEwen                     | Tom Veelers           | Christopher Sutton             |          |
| Eurométropole Tour                              |                                   |                       |                                |          |
| 2012                                            | Jürgen Roelandts                  | Juan Antonio Flecha   | Maarten Wijnants               |          |
| 2013                                            | Jens Debusschere                  | John Degenkolb        | Tyler Farrar                   |          |
| 2014                                            | Arnaud Démare                     | Jens Debusschere      | Theo Bos                       |          |
| 2015                                            | Alexis Gougeard                   | Martijn Keizer        | Jürgen Roelandts               |          |
| 2016                                            | Dylan Groenewegen                 | Oliver Naesen         | Tom Boonen                     |          |
| 2017                                            | Daniel McLay                      | Kenny Dehaes          | Anthony Turgis                 |          |
| 2018                                            | Mads Pedersen                     | Jempy Drucker         | Oliver Naesen                  |          |
| 2019                                            | Piet Allegaert                    | Florian Sénéchal      | Jasper Stuyven                 |          |
| 2020                                            | abgesagt                          | abgesagt              | abgesagt                       | abgesagt |
| 2021                                            | Fabio Jakobsen                    | Jordi Meeus           | Mads Pedersen                  |          |
| Circuit Franco-Belge                            |                                   |                       |                                |          |
| 2022                                            | Alexander Kristoff                | Dries Van Gestel      | Victor Campenaerts             |          |
| 2023                                            | Arnaud De Lie                     | Rasmus Tiller         | Corbin Strong                  |          |
| 2024                                            | Biniam Girmay                     | Axel Zingle           | Marc Hirschi                   |          |